# Sargasso-Drückerfisch
Der Sargasso-Drückerfisch (Xanthichthys ringens) ist eine Art der Familie der Drückerfische (Balistidae).

## Verbreitung
Er lebt im westlichen Atlantik von der Küste von North Carolina über die Bermudas und die Kleinen Antillen bis an die Küste Brasiliens an Außenriffen, in Tiefen von 30 bis 100 Metern. Jungfische leben unter treibenden Sargassum-Tangen.

## Kennzeichnung
Die drei Wangenstreifen vom Maul zu den Kiemenöffnungen und zahlreiche dunkle Punkte, die in Reihen entlang Flanken angeordnet sind, sind das Kennzeichen des bis zu 25 Zentimeter langen Fisches. Wie alle Arten der Gattung Xanthichthys hat der Sargasso-Drückerfisch ein vorspringendes Kinn. Er ernährt sich hauptsächlich von Krustentieren und Seeigeln.